# 吉林省 (清朝)
吉林省（穆麟德轉寫：girin ula golo），为清朝的东三省的一个省。前身是吉林将军辖区:19。

## 沿革
雍正年间，官方文件已提及东三省。乾隆年间，盛京将军福康安奏折：“盛京户部每年所领东三省俸饷，除本省按季给发外，其吉林、黑龙江路远[……]再打牲乌拉总管事务现归吉林将军统辖，其俸饷银两亦请归吉林省领放:19。”
光绪三十二年（1906年），设提学使。光绪三十三年（1907年），东三省各省正式建省:19。清廷裁撤吉林将军，以吉林巡抚为吉林省巡撫衙署最高长官。省会在吉林府。

## 行政区划
吉林省的府州不辖县。

### 西南路道
- 吉林府，治今吉林市，1726年—1734年设永吉州，1734年—1763年设吉林厅，1882年设吉林府
- 长春府，治今长春市，1800年设长春厅，1889年改为长春府
- 伊通直隶州，治今伊通县，1882年设伊通州，1909年改为伊通直隶州
- 濛江州，治今靖宇县，1907年设
- 农安县，1889年设，1889年—1909年属长春府
- 长岭县，1907年设
- 舒兰县，治今舒兰市，1910年设
- 桦甸县，治今桦甸市，1907年设
- 磐石县，治今磐石市，1902年设，1902年—1909年属吉林府
- 德惠县，治今德惠市，1910年设
- 双阳县，1910年设，治今长春市双阳区

### 西北路道
- 新城府，治今扶余县，1726年—1736年设长宁县，1810年—1906年设伯都讷厅，1906年设新城府
- 双城府，治今黑龙江省双城市，1882年设双城厅，1909年设双城府
- 宾州府，治今黑龙江省宾县，1881年设宾州厅，1902年改为宾州直隶厅，1909年设宾州府
- 五常府，治今黑龙江省五常市，1881年设五常厅，1909年设五常府
- 榆树直隶厅，治今榆树市，1906年设榆树县，属新城府，1909年设榆树直隶厅
- 滨江厅，治今黑龙江省哈尔滨市，1909年分双城府设滨江厅
- 长寿县，治今黑龙江省延寿县，1902年分宾州厅设长寿县
- 阿城县，治今黑龙江省哈尔滨市阿城区，1909年设

### 东南路道
- 延吉府，治今延吉市，1902年设延吉厅，1910年升府
- 甯安府，治今东宁县，1902年设绥芬厅，1909年升绥芬府，1910年改为宁安府
- 东宁厅，治今东宁县三岔口镇，1909年分绥芬府设东宁厅
- 珲春厅，治今珲春市，1909年设
- 敦化县，治今敦化市，1881年设，1882年—1909年属吉林府
- 穆棱县，治今穆棱市，1909年设
- 额穆县，治今敦化市额穆镇，1909年设
- 和龙县，治今龙井市智新镇，1909年设

### 东北路道
- 依兰府，治今黑龙江省依兰县，1906年设
- 临江府，治今黑龙江省同江市，1906年设临江州，1909年升府
- 密山府，治今黑龙江省密山市，1907年设
- 虎林厅，治今黑龙江省虎林市，1910年设
- 绥远州，治今黑龙江省抚远县，1909年设
- 方正县，1906年设大通县，1909年改为方正县
- 桦川县，1909年设，治今黑龙江省佳木斯市，1911年改治今黑龙江省桦川县
- 富锦县，治今黑龙江省富锦市，1909年设
- 饶河县，治今黑龙江省饶河县，1910年设